# Chanson de Marianne
La Chanson de Marianne est une mélodie pour voix et piano de la compositrice française Claude Arrieu, écrite en 1947.

## Contexte et création
Claude Arrieu compose sa Chanson de Marianne en 1947 d'après un texte de Max Jacob extrait du recueil Les Pénitents en maillot roses. L'œuvre est publiée chez Billaudot en 1951.